# Щоденник.ua
«Щоденник.ua» — одна з освітніх платформ, яку було створено за підтримки Міністерства освіти і науки, молоді та спорту України.

## Історія
Розробка освітньої мережі розпочалася 2007 року в Росії, з 2009 почалося підключення російських шкіл. Активне впровадження всеукраїнської освітньої мережі «Щоденник.ua» розпочалося у вересні 2010 року.
За словами генерального директора проєкту Гавриїла Леві станом на вересень 2011 року до співробітництва з освітньою програмою було залучено понад 3 тис. українських шкіл. Разом з тим за інформацією відділу освіти полтавської РДА станом на червень 2011 року у проєкті було зареєстровано понад 5 тис. шкіл та понад 500 тис. осіб з 26 регіонів України.
Відділ освіти полтавської РДА також повідомив, що згідно з дослідженням Інституту інноваційних технологій і змісту освіти проєкт «Щоденник.ua» визнано найбільш повнофункціональним проєктом у світі, що зафіксовано у резолюції Інституту № 1.4/18-4881 від 15.12.2010.
2011 року освітня платформа, на якій працює «Щоденник.ua», стала лауреатом премії «World Summit Award» у категорії «Електронне навчання і освіта» (E-Learning & Education).

## Інтерфейс
«Щоденник.ua» — це освітня мережа, вступити до якої можна лише за умови, що школа підключена до проєкту. Інтерфейс подібний до більшості соціальних мереж, кожен має можливість отримати прямий доступ до викладачів і учнів школи, яких можна додавати до «списку друзів».

## Функціонал ресурсу
- електронний розклад уроків;
- електронна шкільна газета;
- автоматизований калькулятор заробітної плати;
- електронний журнал;
- можливість створення сторінки своєї школи та особистої сторінки;
- електронна бібліотека;
- мультимедійна бібліотека;
- словники;
- перекладач;
- можливість підвищення кваліфікації педагога;
- отримання батьками детальної інформації про успішність своєї дитини;
- конкурси, тестові завдання;
- проведення олімпіад;
- віртуальне репетиторство;
- можливість проведення віртуальних батьківських зборів[8].